# SC-01C
ドコモ スマートフォン GALAXY Tab SC-01C（ドコモ スマートフォン ギャラクシー タブ エスシー ゼロイチ シー）、後のドコモ タブレット GALAXY Tab SC-01C（ドコモ タブレット ギャラクシー タブ エスシー ゼロイチ シー）は、韓国のサムスン電子によって開発されたGalaxy Tabの世界モデル「Galaxy Tab」GT-P1000の日本向けモデルであり、NTTドコモの第3世代移動通信システム（FOMA）に対応した端末である。製品番号はSGH-N023。
最初はスマートフォンとタブレットPCの中間的な存在と見なされ、ドコモ スマートフォンのひとつとして発売され、2011年9月以降はドコモ タブレットに分類されている。

## 概要
2010年10月5日のシーテックジャパン当日にNTTドコモよりGalaxy S（SC-02B）と同時に発表されたタブレット型スマートフォンとなり、日本で初めて発売されるAndroid OS搭載のタブレット型スマートフォンでもある。
通常のスマートフォンと比べ画面サイズは7インチと大きく、スマートフォンとタブレットPCの中間的な位置を占め、ノートパソコンと同レベルのブラウザでのWeb閲覧や電子書籍の閲覧が可能となっている。
またWordやExcel、PowerPointの編集も可能となり、すぐに起動するモバイルPCといったコンセプトとなっている。
画面サイズは7インチとiPadよりも小さい分、重さは競合機種のiPadの約半分の380グラムとしている。
OSにはAndroid 2.2が採用され、通常のスマートフォンと同様に10万を超えるAndroid用のアプリケーションが利用でき、ブラウザではFlash Player 10.1やJavaScript V8エンジンが採用されており、様々なアプリケーションやWebコンテンツを楽しむことができる。
4000mAhの大容量バッテリーを搭載しているため、右の一覧のとおり待ち受け時間、通話時間がとても長い。バッテリーは端末本体に内蔵されており、取り替えるためにはドコモショップに持ち込む必要があり12,600円かかる。
ディスプレーのタッチパネルには静電容量式を採用し、マルチタッチでの操作が可能となっている。また加速度センサー、地軸センサーに対応し、直感的な操作を行うことができる。
通信機能としては、NTTドコモのFOMAハイスピード網にて、HSDPA 7.2Mbps、HSUPA 5.7Mbpsに対応と、高速な通信に対応している。
データ専用端末のように見えるが、音声通話も可能となる。通常の音声プランで利用の場合はパケ・ホーダイダブルと組み合わせることで、定額のパケット通信が可能となる。
データ通信専用として利用する場合、定額データプランと定額データスタンダード割、mopera Uを組み合わせることで、定額で高速パケット通信を利用することが可能となる。
WiFiでの通信においては、IEEE802.11a/b/gのほかIEEE802.11nにも対応するため、最大300Mbpsの通信が可能。GSM、GPRSの通信に対応しており、208カ国以上のWORLD WING対応国にて国際ローミングが利用可能である。
NTTドコモと大日本印刷の合弁企業である2Dfacto社が提供を開始した電子書籍コンテンツが利用可能となる。
内側にカメラが搭載されており自分撮りも容易に可能。ただし、日本で発売される製品では、写真撮影以外のAPIは制限されている。
音楽再生ではmp3, m4a, wma, ogg, oga, aac, 3ga, flac, mpga, mp4, 3gp_a, 3g2_a, asf_a, 3gpp_a, mxmfと、様々な音楽ファイルに対応している。また音楽の試聴や通話をするためのステレオイヤホンマイクが同梱されている。なお、音声通話でこれを使わない場合はスピーカーホン機能を使っての通話となる。
印刷物としての、取扱説明書が同梱されていない。そのかわり電子書籍としての取扱い説明書アプリがプリインストールされている。

## メール
- spモードに対応し、iモードメールと同様@docomo.ne.jpのメールアドレスがそのまま利用可能となっている。またメールはリアルタイムプッシュで着信する。またiモードメールと同等の絵文字やデコメール、デコメ絵文字の送受信も可能となっている。
- Android 2.2の特徴であるGmailの複数アカウントの同時利用が可能となる。
またGmailはリアルタイムでプッシュ着信をする。
- 上記のメールの他に複数のPOP、IMAPメールが利用可能であり、moperaメールにおいては
プッシュメールに対応する。
- 通常のパソコンのメーラーのようにメール一覧を表示した状態で、メール本文を閲覧できる「Split UI」を搭載している。(標準搭載メールアプリのみ。Gmailは未対応)

## ブラウザ
ブラウザはGoogle Chrome Liteが搭載されており、上述のとおりAndroid 2.2の特徴でもあるFlash Player 10.1やJavaScript V8エンジンが搭載されているほか、HTML5にも対応しており、パソコンのブラウザとほぼ同等のフラッシュサイト、動画サイトが利用することが可能となる。またブラウザの最大読み込み容量は140Mバイトと非常に大きい。
待受画面上でmixi、Twitter、facebookが同じタイムライン上で利用できるSNS browserが標準で搭載されている。
ゼンリンの店舗、建物情報を確認できるLayar社のARブラウザを搭載している。
その他サードパーティー製のブラウザをマーケットからダウンロードし利用が可能となる。

## 利用可能なアプリケーションマーケット
- Android OS標準のAndroidマーケットが利用可能となっており20万を超えるアプリケーションが利用可能となっている。
- サムスン電子が提供するアプリケーションサイトである、SAMSUNG Apps及びNTTドコモが提供するアプリケーションサイト、dマーケットから様々なアプリケーションがダウンロードが可能となっている。

## プリインストールアプリケーション
- ThinkFree Office - Word、Excel、PowerPointの編集アプリケーション
- いつもNAVI（地図）
- Google maps
- Google Map Navi
- YouTube
- 電子書籍リーダー
- SNS browser
- AllShare
- カレンダー
- Daily Briefing、Digital frame
- ブック
- Eメール
- ギャラリー
- メモ
- SMS
- 音楽プレイヤー
- マイファイル
- タスクマネージャ
- ビデオプレイヤー
- 世界時計
- マガストア - 雑誌などが中心の電子書籍やゲームなどのポータルアプリ
- eBookJapan - 電子書籍、音楽等購入アプリ
- 共同通信ニュースNEWSmart
- Backup
- 辞書

### パソコンとの同期
Samsung Kies（サムスンキーズ）といわれるPC連携ソフトをパソコンにインストールすることで、連絡先、カレンダーの編集、保存、Outlookとの同期、さらに、メールやメモ、画像、動画、音楽などの管理、編集が可能となる。
また次項のとおり、OSのバージョンアップを行う際などにも利用することとなる。

## Android OS 2.3へのアップデート
2011年6月7日より、Android OS 2.3へのメジャーアップデートが開始される。これにより、以下の機能が改善される。バージョンアップにはPCにSamsung Kiesをインストールし、PC経由でアップデートファイルをダウンロードし、バージョンアップを実施する。
- ゲーム、アニメーションの動作速度が向上
- 「バッテリー使用量」メニューの改善 ‐ 詳細なバッテリー使用状況の確認が可能
- 「メモリー使用」の追加 ‐ アプリケーションが使用するメモリ量を確認可能
- 「ダウンロード｣アプリの追加 ‐ ダウンロードしたファイルをリストで管理可能
- 「Daily Briefing」ウィジェットを個別に配置可能（スケジュール、ニュース、株価、天気）
- ステータスバーアイコンの変更
- 「電卓」アプリの追加
- 「スケッチメモ」アプリの追加

## 主な対応サービス
| 主な対応サービス           | 主な対応サービス                    | 主な対応サービス                | 主な対応サービス                            |
| -------------------------- | ----------------------------------- | ------------------------------- | ------------------------------------------- |
| DCMX／おサイフケータイ     | うた・ホーダイ                      | 着うたフル／着うた              | デジタルオーディオプレーヤー(WMA)(AAC)(MP3) |
| 直感ゲーム※／メガiアプリ   | Music&Videoチャネル／ビデオクリップ | GSM／3Gローミング（WORLD WING） | プッシュトーク                              |
| FOMAハイスピード           | GPS／ケータイお探し                 | デコメール／デコメ絵文字        | iチャネル                                   |
| 着もじ                     | テレビ電話／キャラ電                | ケータイデータお預かりサービス  | フルブラウザ                                |
| おまかせロック／バイオ認証 | 外部メモリーへiモードコンテンツ移行 | トルカ                          | iC通信／iCお引越しサービス                  |
| きせかえツール／マチキャラ | バーコードリーダ／名刺リーダ        | 2in1                            | エリアメール                                |

## 歴史
- 2010年10月5日 - 本製品とGalaxy S（SC-02B）の発売を正式発表
- 2010年11月15日 - 予約受付開始
- 2010年11月26日 - 発売開始
- 2011年1月12日 - 2Dfactoによる電子書籍販売に対応
- 2011年2月23日 - Android OS 2.21へのマイナーアップデート開始
- 2011年6月7日 - Android OS 2.3.3へのメジャーアップデート開始
- 2012年9月26日- Android OS 2.3.6へのアップデート開始

## GALAXY Tab (世界モデル)
SC-01Cと同じ7.0インチモデルの他に、10.1インチと8.9インチのモデルが日本国外で発売された。特にGALAXY Tab 10.1（SC-01D）はiPad対抗機と目されることが多い。
2011年4月以降、スマートフォンを含むGALAXYシリーズがiPhone・iPadの模倣であるとして、複数の地域でAppleがサムスンを提訴した。サムスンも反訴し係争中である。
2011年8月、アップルとサムスンがオーストラリアでのGALAXY Tab 10.1の販売停止に合意した。また欧州連合のオランダを除く地域でもGALAXY Tab 10.1の販売差し止めの仮命令が下っている。
また、2.3.6へのバージョンアップにおいてロック画面の解除方法の変更や表示アイコンのデザイン等が変更が行われている。これは上記訴訟にて特許侵害に触れる恐れがある部分への変更を行ったものと思われる。